# Aristidis Konstantinidis
Aristidis Konstantinidis (Grieks : Αριστείδης Κωνσταντινίδης) was een Griekse wielrenner. Hij is bekend als de eerste olympische kampioen wielrennen. Konstantinidis won op de Olympische zomerspelen van 1896 de wegrit over 87 km Athene-Marathon-Athene. Hoewel hij op zijn terugweg naar Athene tot tweemaal toe pech had en zelfs een fiets van een toeschouwer moest lenen, bedroeg zijn voorsprong op de tweede, de Duitser August von Gödrich, bijna twintig minuten. Hijzelf finishte in 3u 22' 31".

## Belangrijkste resultaten
OS 1896
 in de wegrit

## Foto's

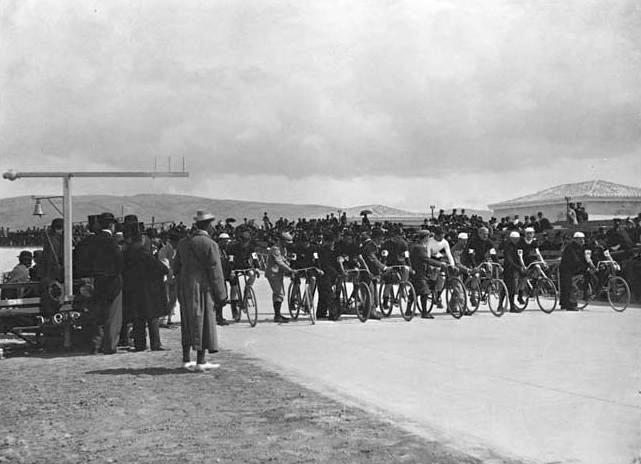
Start van de 100 km op de Olympische Spelen van 1896 in Athene

1896: Aristidis Konstantinidis · 
1912: Rudolph Lewis · 
1920: Harry Stenqvist · 
1924: Armand Blanchonnet · 
1928: Henry Hansen · 
1932: Attilio Pavesi · 
1936: Robert Charpentier · 
1948: José Beyaert · 
1952: André Noyelle · 
1956: Ercole Baldini · 
1960: Viktor Kapitonov · 
1964: Mario Zanin · 
1968: Pierfranco Vianelli · 
1972: Hennie Kuiper · 
1976: Bernt Johansson · 
1980: Sergej Soechoroetsjenkov · 
1984: Alexi Grewal · 
1988: Olaf Ludwig · 
1992: Fabio Casartelli · 
1996: Pascal Richard · 
2000: Jan Ullrich · 
2004: Paolo Bettini · 
2008: Samuel Sánchez · 
2012: Aleksandr Vinokoerov · 
2016: Greg Van Avermaet ·
2020: Richard Carapaz ·
2024: Remco Evenepoel